# Stephenville
Stephenville é uma cidade localizada no estado norte-americano de Texas, no Condado de Erath.

## Demografia
Segundo o censo norte-americano de 2000, a sua população era de 14.921 habitantes.
Em 2006, foi estimada uma população de 16.058, um aumento de 1137 (7.6%).

## Geografia
De acordo com o United States Census Bureau tem uma área de
26,0 km², dos quais 26,0 km² cobertos por terra e 0,0 km² cobertos por água. Stephenville localiza-se a aproximadamente 388 m acima do nível do mar.

## Localidades na vizinhança
O diagrama seguinte representa as localidades num raio de 36 km ao redor de Stephenville.